# Osteløbe
Osteløbe er en væske, der får mælk til at koagulere (stivne), så mælken bliver skærbar. Det er nødvendigt til fremstilling af de fleste ostetyper.
Osteløbe indeholder enzymer af typen proteaser, der angriber visse proteiner i mælken og deler dem i mindre stykker. Derved begynder mælkens øvrige proteiner (bl.a. kasein) at danne et sammenhængende netværk, der gør mælken stiv.
Oprindeligt blev osteløbe fremstillet af kalvemaver, men for at optimere produktionen af osteløbe og for at sænke prisen bliver hovedparten af den fremstillet af gensplejsede colibakterier. Fordelen er, at man kan fremstille store mængder osteløbe hurtigt, billigt og af ensartet kvalitet.
Der fremstilles også løbe af kalvemaver - og vegetabilsk (plantebaseret) osteløbe til brug i vegetariske oste.